# Cheumatopsyche rineta
Cheumatopsyche rineta là một loài Trichoptera trong họ Hydropsychidae. Chúng phân bố ở vùng nhiệt đới châu Phi.